# Гессмер (Луїзіана)
Гессмер (англ. Hessmer) — селище (англ. village) в США, в окрузі Авуаель штату Луїзіана. Населення — 772 особи (2020).

## Географія
Гессмер розташований за координатами 31°3′12″ пн. ш. 92°7′17″ зх. д. / 31.05333° пн. ш. 92.12139° зх. д. (31.053373, -92.121487).  За даними Бюро перепису населення США в 2010 році селище мало площу 2,14 км², уся площа — суходіл.

## Демографія
Згідно з переписом 2010 року, у селищі мешкали 802 особи в 346 домогосподарствах у складі 221 родини. Густота населення становила 375 осіб/км².  Було 369 помешкань (172/км²).
Расовий склад населення:
| - 84,4 % — білих - 12,1 % — чорних або афроамериканців - 1,4 % — корінних американців - 0,6 % — азіатів |

До двох чи більше рас належало 0,9 %. Частка іспаномовних становила 2,4 % від усіх жителів.
За віковим діапазоном населення розподілялося таким чином: 25,1 % — особи молодші 18 років, 59,9 % — особи у віці 18—64 років, 15,0 % — особи у віці 65 років та старші. Медіана віку мешканця становила 39,4 року. На 100 осіб жіночої статі у селищі припадало 99,5 чоловіків;  на 100 жінок у віці від 18 років та старших — 87,2 чоловіків також старших 18 років.
Середній дохід на одне домашнє господарство  становив 50 539 доларів США (медіана — 29 464), а середній дохід на одну сім'ю — 70 647 доларів (медіана — 55 625). За межею бідності перебувало 21,0 % осіб, у тому числі 14,2 % дітей у віці до 18 років та 43,0 % осіб у віці 65 років та старших.
Цивільне працевлаштоване населення становило 361 особа. Основні галузі зайнятості: освіта, охорона здоров'я та соціальна допомога — 21,6 %, фінанси, страхування та нерухомість — 10,0 %, мистецтво, розваги та відпочинок — 9,4 %, будівництво — 9,1 %.